# 자코뱅주의
자코뱅주의(프랑스어: Jacobinisme 자코비니슴[ʒakɔbinism][*])는 프랑스 혁명 당시의 자코뱅 클럽의 정파인 몽테뉴파의 이념을 말한다.
"자코뱅주의"란 맥락에 따라 서로 다른 의미로 사용된다. 예컨대 영국에서는 급진좌익혁명정치, 특히 교조주의와 폭력적 정치억압을 수반하는 것을 자코뱅주의라고 한다. 현대 프랑스에서 자코뱅주의란 중앙집권 공화국과 강력한 정부 및 그 강력한 국가/정부에 의한 광범위한 경제 통제, 적극적 사회변혁과 평등 실현을 지지하는 것을 뜻한다.